# Крушение Boeing 727 в Боливии
Рейс 301 Lloyd Aéreo Boliviano был регулярным чартерным пассажирским рейсом из аэропорта Эль-Альто в Ла-Пас в аэропорт Капитан Анибаль Араб в Кобихе. Утром 1 февраля 2008 года Boeing 727-259, выполнявший этот рейс, закончился топливо во время захода на посадку в Аэропорт Хорхе Генриха Арауса в Тринидаде — запасной маршрут. Самолёт совершил аварийную посадку на болотистой местности в нескольких километрах от аэропорта. Все 156 человек на борту выжили, лишь двое получили незначительные травмы.
Не считая рейс 980 Eastern Air Lines, это была первая крупная авиакатастрофа с участием Boeing 727 в Боливии и первая, вызванная нехваткой топлива. Восемь лет спустя, 28 ноября 2016 года, рейс 2933 LaMia также потерпел крушение из-за нехватки топлива во время полёта по маршруту Санта-Крус — Богота.

## Предыстория

### Самолёт

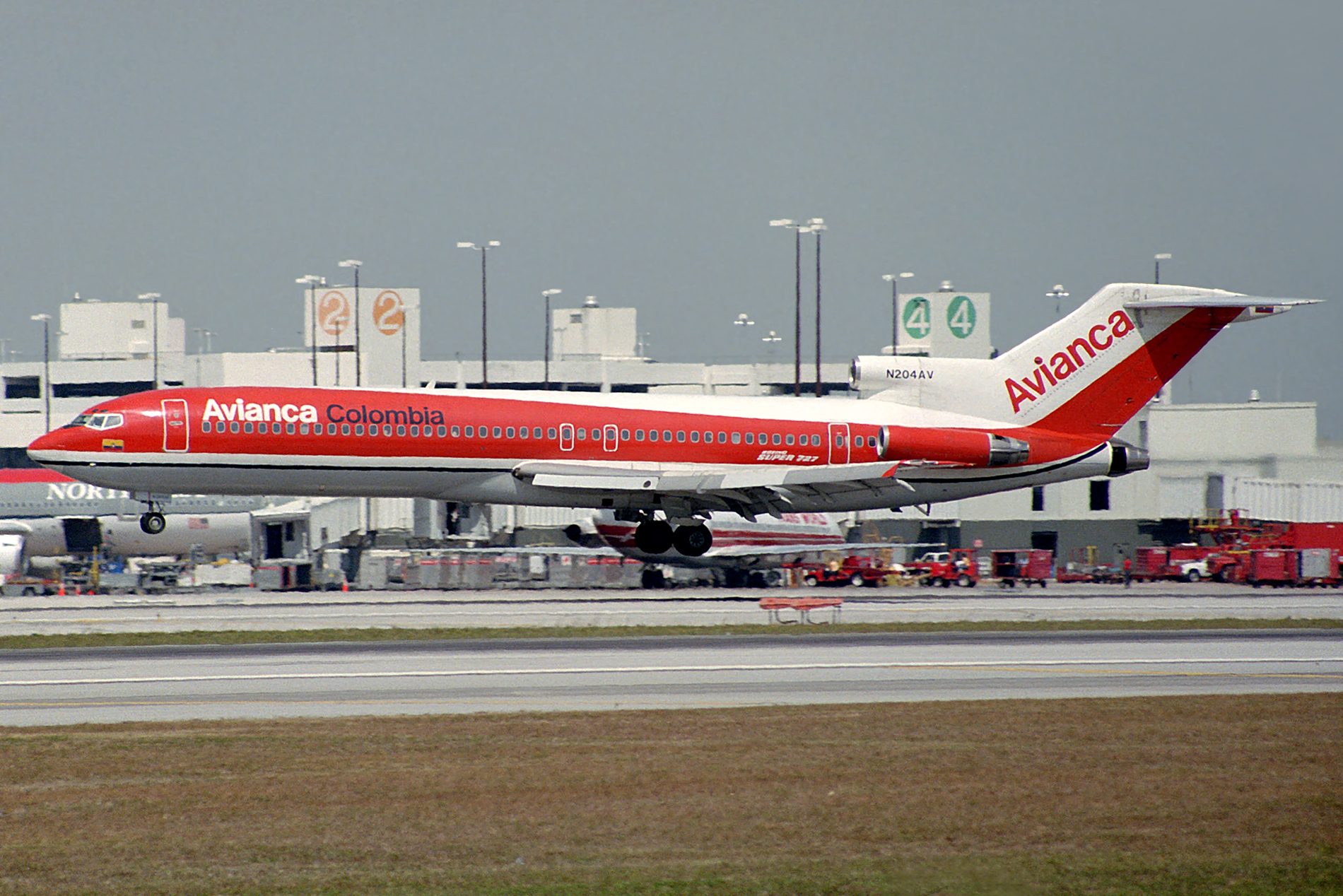
Самолёт, участвовавший в аварии, в эксплуатации в Avianca

Самолёт — Boeing 727-259, эксплуатируемый боливийской авиакомпанией Lloyd Aéreo Boliviano. Самолёт был произведён в 1980 году, с серийным номером 22475 и оснащён двигателями Pratt & Whitney JT8D-17R. Самолёт был передан Avianca 4 декабря 1980 года (регистрация N204AV). 14 декабря 1993 года самолёт был передан Capitol Air Express. Затем 1 октября 1994 года он был передан Sun Country Airlines (регистрация N289SC). 28 декабря 2002 года самолёт был приобретён LAB и зарегистрирован как CP-2429.

### Пассажиры и экипаж
На борту находились 151 пассажир и 5 членов экипажа. Командир — Роберто Лобо Гомес, проработавший в авиакомпании 29 лет. Вторым пилотом был Хавьер Гандарильяс.

### Проблемы и остановка эксплуатации
В 2006 году самолёт прошёл техническое обслуживание в аэропорту Хорхе Чавеса в Лиме, Перу. После обслуживания процесс возвращения в эксплуатацию занял около двух месяцев, и самолёт вернулся на линию 4 июня 2007 года. Lloyd Aéreo Boliviano, частично принадлежащая государству, прекратила полёты с конца марта 2007 года из-за финансовых и эксплуатационных проблем. Позже компания возобновила чартерные рейсы в условиях конфликта с авиационными властями по поводу отсутствия разрешений.

## Авария
Рейс был зафрахтован компанией Transporte Aéreo Militar (TAM) для перевозки пассажиров, застрявших из-за заблокированных дорог, в рамках гуманитарных рейсов. Самолёт вылетел из аэропорта Эль-Альто в Ла-Пас в направлении Аэропорт Капитан Анибал Араб в Кобихе. Экипаж несколько раз пытался приземлиться в Кобихе, но безуспешно. Диспетчер аэропорта Кобихи сообщил, что аэропорт закрыт из-за плохих погодных условий. Пилоты приняли решение уйти на запасной аэродром — Аэропорт лейтенанта Хорхе Генриха Арауса.

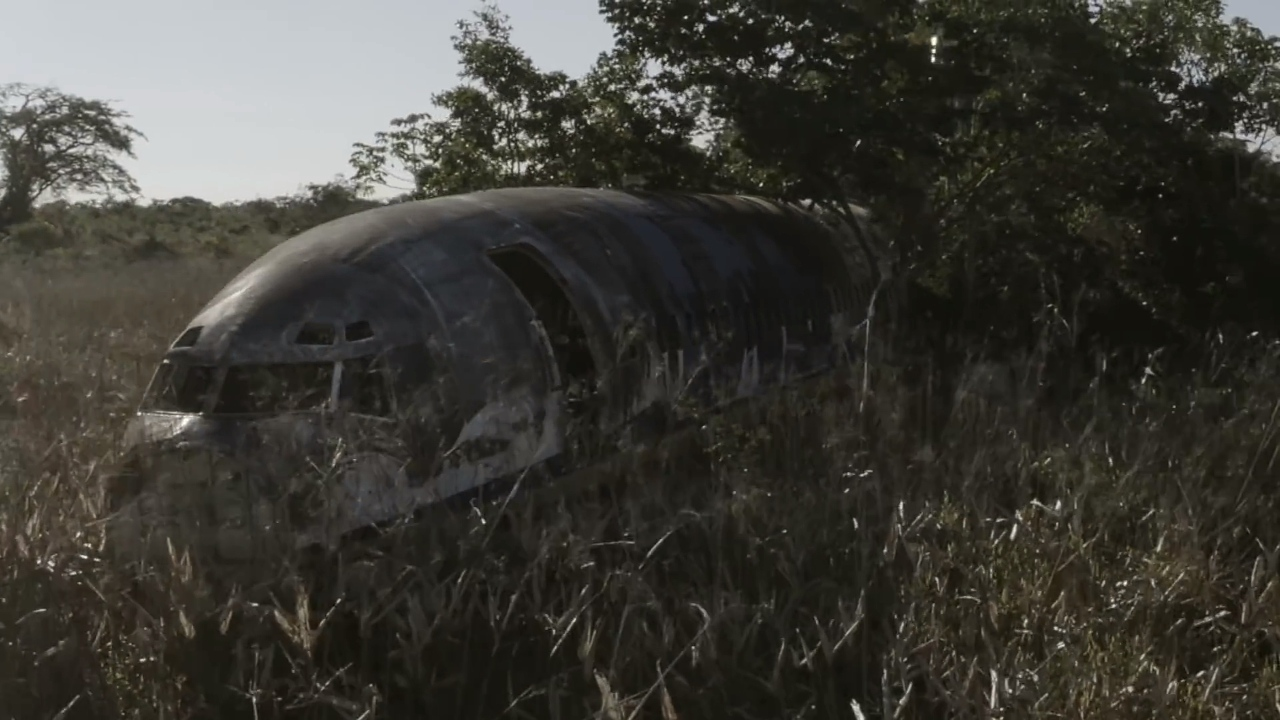
Самолёт до сих пор находится на месте аварии

По пути в Тринидад самолёт также столкнулся с плохими погодными условиями и в итоге остался без топлива из-за задержки в Кобихе. Командир попытался совершить аварийную посадку недалеко от аэропорта Тринидада. В 10:35 по местному времени самолёт совершил вынужденную посадку на болотистой местности примерно в 4,2 км к северо-западу от аэропорта. Несмотря на сильный удар, все 156 человек выжили, лишь двое (пассажир и бортпроводник) получили лёгкие травмы. Это было воспринято как чудо.

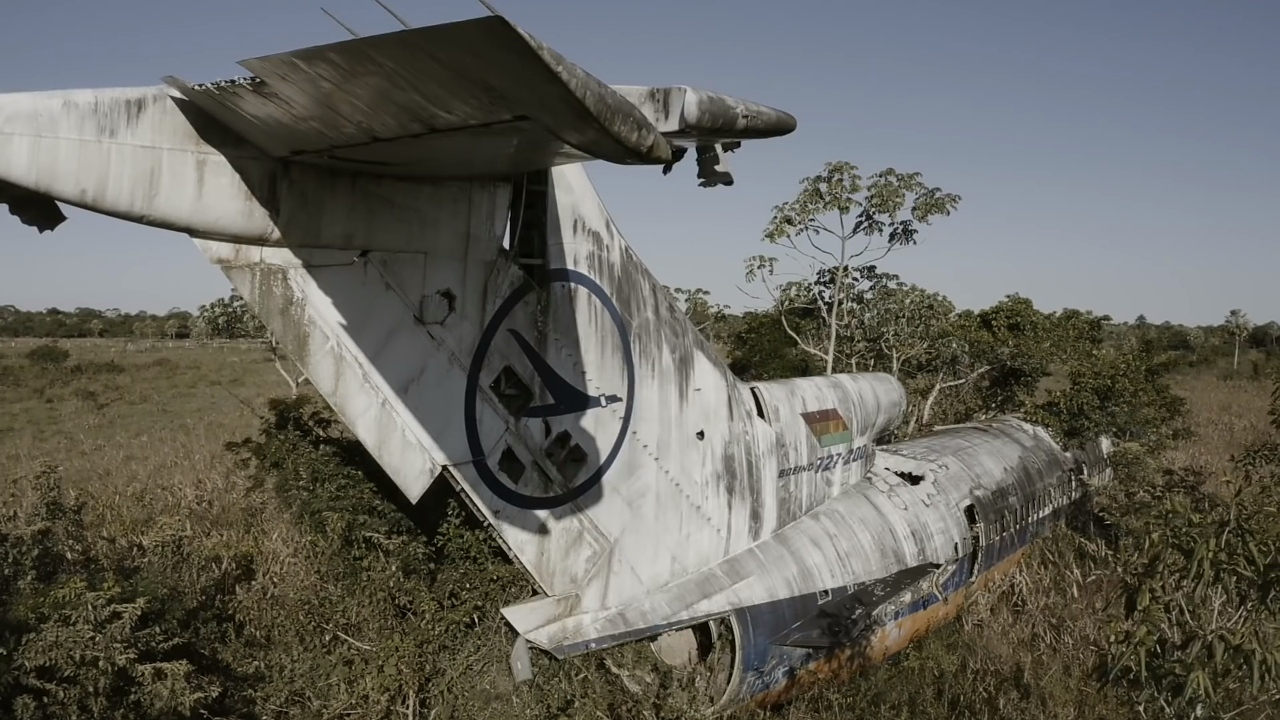
Ещё один вид аварийного самолёта

Солдаты из школы сержантов Рейнальдо Себальоса, находившиеся неподалёку, первыми пришли на помощь, эвакуировали пассажиров и спасли багаж. На место прибыли пожарные и машины скорой помощи. Благодаря мастерству пилотов удалось избежать катастрофы. Самолёт получил серьёзные повреждения: сломанные крылья, разбитые стёкла и деформированный фюзеляж, но без жертв. Самолёт был признан полной потерей.
В настоящее время самолёт продолжает оставаться на месте аварии. Со временем с самолёта были демонтированы ценные детали, включая двигатели и кресла. Несмотря на трудный доступ, к месту можно добраться в определённое время года, и, вероятно, сейчас Boeing 727 стал убежищем для диких животных в боливийской Амазонии.

## Расследование
Генеральное управление гражданской авиации (DGAC) возглавило расследование инцидента. Предварительный отчет установил, что основной причиной аварии стало истощение топлива: Исполнительный директор AASANA, Риморт Чавес, заявил, что на борту самолёта было 2 часа топлива, но должно было быть ещё 45 минут резервного топлива, что нарушает внутренние правила авиакомпании. Заместитель министра транспорта Хосе Кинн подтвердил, что согласно официальному отчету DGAC, самолёт прибыл в Тринидад с таким малым количеством топлива, что топливные насосы не смогли подать топливо к двигателям при посадке. Помимо этого человеческого фактора (ошибки в расчете топлива), в отчёте также отмечены плохие метеорологические условия в Кобихе (что вынудило сделать отклонение) и техническая задержка при взлёте, из-за которой было потрачено дополнительное топливо. Несмотря на то, что DGAC установила новые правила для предотвращения подобных инцидентов, они не были выполнены до аварии рейс 2933 LaMia 28 ноября 2016 года, когда Avro RJ85 на маршруте Санта-Крус — Медельин разбился на холме неподалёку от аэропорта из-за истощения топлива. После этого инцидента были введены меры по контролю за топливом и обучению экипажей в гражданской авиации Боливии, чтобы избежать подобных трагедий.

## Последствия
Заместитель министра транспорта Хосе Кинн сообщил, что DGAC наложит санкции на авиакомпанию за нарушения, выявленные в ходе расследования. Исполнительный директор LAB отклонил выводы о нехватке топлива и возложил ответственность на контроль воздушного движения Кобихи (который обслуживает AASANA) за якобы неверные указания, утверждая, что неблагоприятные погодные условия способствовали инциденту. После инцидента LAB прекратила эксплуатацию, но получила разрешение на выполнение чартерных рейсов, без права возобновить регулярные коммерческие рейсы.